# Jacques Hilling
Jacques Hilling (* 26. Mai 1922 in Randwick, Australien; † 16. Februar 1975 in 19. Arrondissement, Paris, Frankreich) war ein französischer Schauspieler und Synchronsprecher.

## Leben
Jacques Hilling wurde 1922 in Randwick geboren.
In den späten 1950er Jahren lieh Hillig Kapitän Haddock in einer Radioserie über die Abenteuer von Tim und Struppi die Stimme. Sein Schaffen für Film und Fernsehen umfasst mehr als 150 Produktionen.
Am 22. November 1949 heiratete er Liliane Robert (1929–1980), mit der er fünf Kinder hatte.
Er ist auf dem Friedhof Père-Lachaise begraben.

## Filmografie
- 1946: Le destin s’amuse
- 1948: Retour à la vie
- 1949: Rendez-vous de juillet
- 1950: Les Amants de bras-mort
- 1950: Terreur en Oklahoma
- 1950: Une fille à croquer
- 1951: La Rose rouge
- 1951: Pas de vacances pour Monsieur le Maire
- 1952: Die ehrbare Dirne (La Putain respectueuse)
- 1953: Le Guérisseur
- 1953: Les Compagnes de la nuit
- 1953: Les hommes ne pensent qu’à ça
- 1953: Lettre ouverte
- 1953: Thérèse Raquin – Du sollst nicht ehebrechen (Thérèse Raquin)
- 1953: Virgile
- 1955: Boulevards de Paris
- 1955: French Can Can (French Cancan)
- 1955: La Madelon
- 1955: Die Teuflischen (Les Diaboliques)
- 1955: On déménage le colonel
- 1955: Rencontre à Paris
- 1955: Toute la ville accuse
- 1956: Schuld und Sühne (Crime et Châtiment)
- 1956: Weiße Margeriten (Elena et les Hommes)
- 1956: Gervaise
- 1956: La Famille Anodin
- 1956: Marie-Antoinette reine de France
- 1956: Der Glöckner von Notre-Dame (Notre-Dame de Paris)
- 1956: Paris, Palace Hôtel
- 1956: Que les hommes sont bêtes
- 1956: Une nuit aux Baléares
- 1957: C’est la faute d’Adam
- 1957: Clara et les Méchants
- 1957: La Joconde: Histoire d’une obsession
- 1957: La Peau de l’ours
- 1957: Le Grand Bluff
- 1957: Le Triporteur
- 1957: Les Espions
- 1957: Un amour de poche
- 1958: Fahrstuhl zum Schafott (Ascenseur pour l’échafaud)
- 1958: Bobosse
- 1958: Guinguette
- 1958: L’Honneur des Brossarbourg
- 1958: La Femme et le Pantin
- 1958: Les Cinq Dernières Minutes
- 1958: Les Jeux dangereux
- 1958: Kommissar Maigret stellt eine Falle (Maigret tend un piège)
- 1959: Babette zieht in den Krieg (Babette s’en va-t-en guerre)
- 1959: Bouche cousue
- 1959: Le Baron de l’écluse
- 1959: Le Mouton
- 1959: Maigret et l’affaire Saint-Fiacre
- 1959: Merci Natercia
- 1959: Quai du point du jour
- 1959: Wiesenstraße Nr. 10 (Rue des prairies)
- 1960: In Freiheit dressiert (La Bride sur le cou)
- 1960: La Mort de Belle
- 1960: Die Prinzessin von Cleve (La Princesse de Clèves)
- 1960: La Vérité
- 1961: Cartouche, der Bandit (Cartouche)
- 1961: Horace 62
- 1961: Le Bateau d’Émile
- 1961: Die drei Musketiere (1961) (Les Trois Mousquetaires)
- 1962: Bon voyage!
- 1962: Der scharlachrote Musketier (Le Chevalier de Pardaillan)
- 1962: Das ist nichts für kleine Mädchen (Lemmy pour les dames)
- 1962: Fünf Glückspilze (Les Veinards)
- 1963: Hardi Pardaillan
- 1963: L’Abominable Homme des douanes
- 1963: Les Vierges
- 1963: Une ravissante idiote
- 1963: À toi de faire... mignonne
- 1964–1966: Thierry la Fronde
- 1964: Angélique, marquise des anges
- 1964: Banco à Bangkok pour OSS 117
- 1964: Le Théâtre de la jeunesse
- 1965: Angélique et le Roy
- 1965: L’Or du duc
- 1965: Marie-Chantal contre docteur Kha
- 1965: Angélique, 2. Teil (Merveilleuse Angélique)
- 1966: Brigade antigangs
- 1966: Le Chevalier d’Harmental
- 1967: Salle n° 8
- 1967: Voyage à deux
- 1968: Caroline chérie
- 1968: Catherine, il suffit d’un amour
- 1969: Fortune
- 1969: Trop petit mon ami
- 1970: Elle boit pas, elle fume pas, elle drague pas, mais... elle cause!
- 1971: Arsène Lupin
- 1971: Au théâtre ce soir
- 1971: Le Cri du cormoran le soir au-dessus des jonques
- 1971: Le drapeau noir flotte sur la marmite
- 1971: Schulmeister, espion de l’empereur
- 1971: Tang
- 1972: De sang froid
- 1972: Le Viager
- 1972: Les Évasions célèbres
- 1972: Mycènes, celui qui vient du futur
- 1973: Joseph Balsamo
- 1973: Karatekas and Co
- 1973: Le Jet d’eau
- 1973: Le Masque aux yeux d’or
- 1974: L’aquarium
- 1974: Der Uhrmacher von St. Paul (L’Horloger de Saint-Paul)
- 1975: Messieurs les jurés
- 1975: Wenn das Fest beginnt … (Que la fête commence)